# こもれびの国
『こもれびの国』（こもれびのくに）は、得能正太郎による日本の漫画作品。ワニブックス『コミックガム』にて2012年8月号まで連載された。

## 作品概要
リュリュ、コレット、レムの3人の女の子が織り成す叙情的な日常。各話8～10頁程度のオールカラー漫画で、基本的に各話完結しているが、全体的な話の流れは存在し、各話間でゆるやかな繋がりがある。

## 登場人物
リュリュ・ナーディング （Lulu Narding）
主人公の一人。16歳。女性。活発系。
コレット、レムと仲良し。
コレット・エール （Colette Ehle）
主人公の一人。16歳。女性。リュリュの抑え役。
イヴァンに密かに想いを寄せている。
レム・ウィンスレット （Remm Winslet）
主人公の一人。16歳。女性。物静か。
実の両親は既に他界している。
エマ・モーティマー （Emma Mortimer）
学校の先生でリュリュの従姉。
オルネラ・エール （Ornella Ehle）
学校の先生でコレットの姉。エマと親友。
アゼル・ウィンスレット （Azele Winslet）
レムの義父。物静かだが割と照れ屋。
イヴァン・ナイトレイ （Ivan Nightray）
お城の騎士。優しい性格で、城内の女性の人気が高い。
アラン・クルス （Alain）
お城の騎士。イヴァンと幼馴染で少しぶっきらぼう。
カティーナ・ストーン （Katina）
お城の新米女騎士。イヴァンとアランの後輩で、アランに憧れている節がある。
時々、姫様（プラム姫）の気まぐれに振り回されている。
プラム姫
まだ幼く我が侭。優しいイヴァンがお気に入りで、お出掛けの際にお供にすることが多いため、アラン、カティーナもイヴァンともども振り回されることに。

## 書誌情報
ワニブックスから GUM COMICS でオールカラーのコミックスとして全4巻が刊行されている。
1. 1巻 ISBN 978-4-8470-3714-6
2. 2巻 ISBN 978-4-8470-3760-3
3. 3巻 ISBN 978-4-8470-3786-3
4. 4巻 ISBN 978-4-8470-3825-9